# Перистальтичний насос

Принцип дії перистальтичного насоса.

Шланговий або перистальти́чний насос (рос. насос шланговый, англ. hose-type pump, нім. Schlauchpumpe f) – основними робочими елементами шлангового насоса є шланг з гнучкого матеріалу (гума, пластмаса) та ролики, які набігають на нього та обтискують. При обертанні вала, на якому закріплено ролики, стиснутий переріз шланга переміщується та переміщує порції рідини від всмоктувальної частини до нагнітальної. Вал та ролики не стикаються з рідиною, що дозволяє перекачувати агресивні розчини. Подача регулюється зміною частоти обертання вала. Також використовуються і лінійні перистальтичні насоси, де вал розміщений паралельно до шлангу (чи трубки).

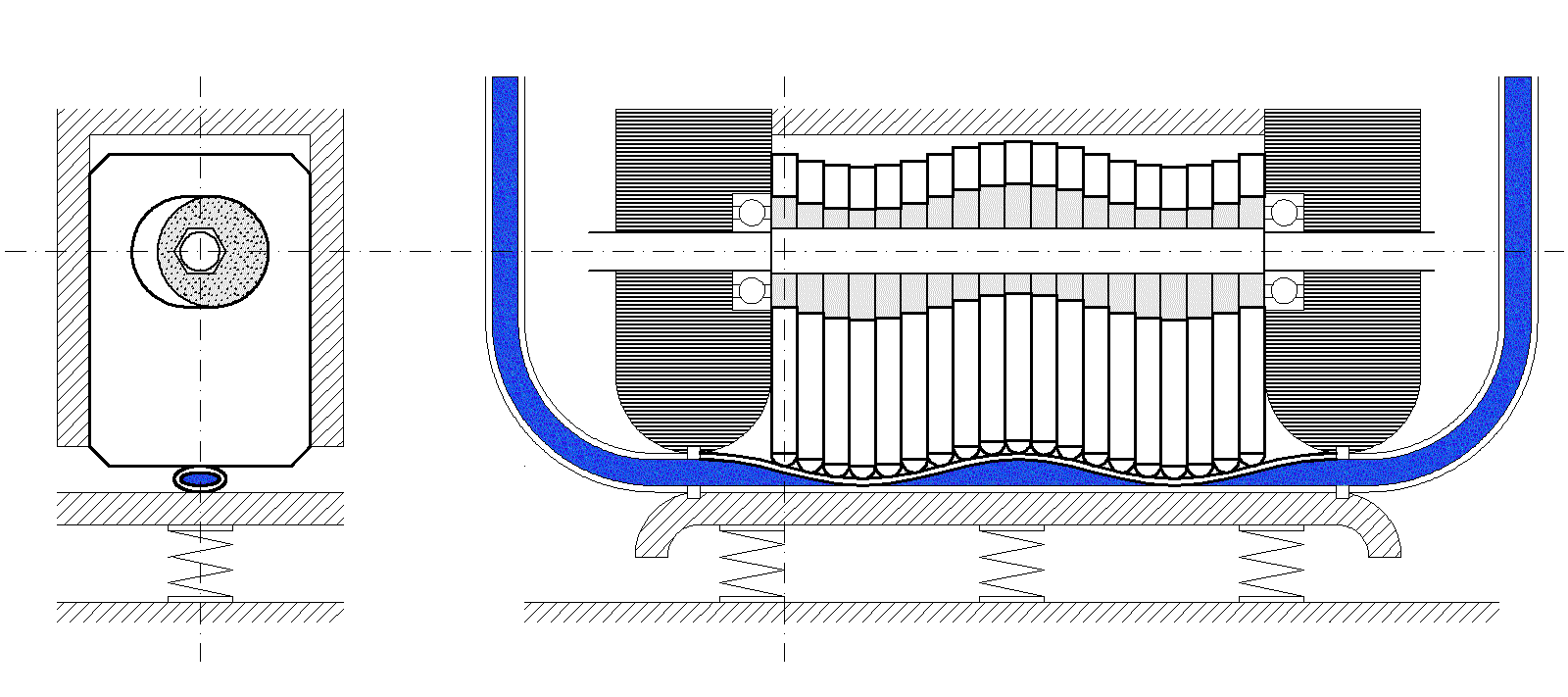
Лінійний перистальтичний насос

У гірничій промисловості шлангові насоси застосовуються у гідротранспортних системах з невеликими дозованими витратами.
У медицині широко викорисовуються як звичайні, так і лінійні перистальтичні насоси. Зокрема, вони є основною складовою частиною приладів штучного кровообігу, апаратів для екстракорпоральної детоксикації (гемодіаліз, плазмаферез). Перистальтичні помпи для інфузійної терапії (вони є лінійними по будові) в Україні відомі за торговою назвою одної з фірм як «інфузомати».